# Arnaud Ayax
Arnaud Ayax est un joueur cécifoot international français né le 27 juin 1986 à Longjumeau. Il évolue au poste d'attaquant à l'UNADEV Toulouse.
Il possède une déficience visuelle, il est Conseiller Clientèle.

## Carrière

### En équipe nationale
Avec les bleus, il remporte le Championnat d'Europe en 2009 et 2011, termine deuxième du Championnat du monde en 2011 et est finaliste des Jeux paralympiques 2012.

## Palmarès

### En club
- UNADEV Bordeaux
  - Finaliste de la Coupe de France 2012
  - Vice champion de France en 2012

### En équipe nationale
- France à 5
  - Finaliste du Championnat du monde en 2011
  - Vainqueur du Championnat d'Europe en 2009 et 2011
  -  Finaliste des Jeux paralympiques en 2012

## Distinctions
- Chevalier de l'ordre national du Mérite (décret du 31 décembre 2012)[3]